# Kermit Ruffins
Pour les articles homonymes, voir Kermit et Rufin.
 (juin 2018).
Si vous disposez d'ouvrages ou d'articles de référence ou si vous connaissez des sites web de qualité traitant du thème abordé ici, merci de compléter l'article en donnant les références utiles à sa vérifiabilité et en les liant à la section « Notes et références ».
Kermit Ruffins (né le 19 décembre 1964) est un trompettiste et un chanteur de jazz de La Nouvelle-Orléans en Louisiane États-Unis.  Il a été très fortement influencé par Louis Armstrong et Louis Jordan.
Il est cofondateur du Rebirth Brass Band en 1984, qui a souvent fait la manche sur Bourbon Street dans le Vieux carré.
Il a formé les Barbecue Swingers en 1992, un quintet de jazz traditionnel.  
En 2010, il joue son propre rôle dans la série télévisée Treme.

## Discographie
| Année | Album                       | Label                |
| ----- | --------------------------- | -------------------- |
| 1993  | World on a String           | Justice Records      |
| 1994  | The Big Butter and Egg Man  | Justice Records      |
| 1996  | Hold on Tight               | Justice Records      |
| 1998  | The Barbecue Swingers Live  | Basin Street Records |
| 1999  | Swing This                  | Basin Street Records |
| 2001  | 1533 St. Philip Street      | Basin Street Records |
| 2002  | Big Easy                    | Basin Street Records |
| 2005  | Throwback                   | Basin Street Records |
| 2007  | Live at Vaughan's           | Basin Street Records |
| 2009  | Livin' a Treme Life         | Basin Street Records |
| 2009  | Have a Crazy Cool Christmas | Basin Street Records |
| 2010  | Happy Talk                  | Basin Street Records |